# Escobares
Escobares é uma cidade e antiga Região censo-designada localizada no estado norte-americano do Texas, no Condado de Starr.
O primeiro e único prefeito de Escobares é Noel Escobar, eleito em 2005. o prefeito-suplente é Ruperto Escobar.

## Demografia
Em 2000, ainda como uma região censo-designada, segundo o censo norte-americano, a sua população era de 1954 habitantes.
Pelo Censo dos Estados Unidos de 2010, a população era de 1188.
Em 2019 a BBC News apurou que a população é de 2512 pessoas, sendo 98% da população hispânica de origem mexicana. É a cidade mais pobre do país, onde todos vivem abaixo da linha da pobreza, precisando se deslocar para outras cidades em busca de emprego. Os que não possuem, vivem com auxílio governamental.

## Geografia
De acordo com o United States Census Bureau tinha uma área de
2,7 km², dos quais 2,5 km² cobertos por terra e 0,2 km² cobertos por água. Quando se tornou uma cidade ganhou mais território e conseguiu uma área total de 7,0 km², dos quais 6,7 km² são de terra e 0,3 km² (6,86%) é água.

## Localidades na vizinhança
O diagrama seguinte representa as localidades num raio de 8 km ao redor de Escobares.